# 聖穆皇后 (金太祖)
聖穆皇后唐括氏（11世紀—1100年代），金太祖完顏阿骨打妻，父為榮國公唐括留速，祖父為英國公唐括迭胡本，曾祖父為溫國公唐括劾乃。
唐括氏事跡不詳，只知她生三子：金徽宗完顏宗峻、豐王完顏宗朝及趙王完顏宗傑。金朝建立之前已去世，後於天會十三年（1135年），金熙宗為祖母追上諡號為聖穆皇后。